# Гущина, Ольга Владимировна
Ольга Владимировна Гущина (род. 9 апреля 1955, Новосибирск) — советский и россиийский театральный деятель, артистка, главный режиссёр Новосибирского областного театра кукол, заслуженная артистка России (1995).

## Биография
Родилась 9 апреля 1955 года в Новосибирске. В 1976 году окончила Новосибирское театральное училище, после чего была принята в Новосибирский областной театр кукол.
С 1981 года состоит в Союзе театральных деятелей.
С 1983 по 1988 год училась на факультете драматического искусства Ленинградского государственного института театра, музыки и кинематографии (специализация театра кукол).
На профессиональной сцене дебютировала в роли Золушки в одноимённом представлении.
В 1997 году как режиссёр-постановщик стажировалась в Государственном академическом центральном театре кукол имени С. Образцова.
В 1998 (или 1999) году назначена главным режиссёром Новосибирского театра кукол.
В 2002 году вступила в Областной художественный совет.
В составе коллектива неоднократно посещала Японию, Таиланд и США.
Преподаёт сценическую речь и актёрское мастерство в Новосибирском театральном институте (отделение «Актёр театра кукол»).
Включена в Золотую книгу культуры Новосибирской области («Верность призванию»).

## Творческая деятельность
Постановщица спектаклей «Приключения Буратино», «Мир, в котором мы живём...», «Аленький цветочек», «Машенька и Медведь», «Кот в сапогах», «Маленькая Фея» и т. д.
Автор инсценировок для представлений и праздничных программ, устраиваемых в театральном фойе.
Сочинила тексты песен к спектаклям «Приключения Буратино», «Белоснежка и семь гномов», «Машенька и Медведь».